# Janez Meterc
Janez Meterc, slovenski arheolog, zgodovinar in publicist, * 12. junij 1951, Žirovnica, † 3. december 2000, Žirovnica.  

## Življenje in delo
Že kot dijak se je zanimal za ostanke preteklosti. Zanimalo ga je obdobje pred naselitvijo Slovanov in po njej. O osamelcu Ajdni nad Potoki, je pisal še preden so se tam začela sistematična arheološka izkopavanja. Kot dijak in študent je zbiral pisno dokumentacijo o najstarejši preteklosti krajev pod Karavankami. Med študijem arheologije se je srečal s takrat najbolj znanim raziskovalcem in arheologom dr. Aleksandrom Rjazancevom. Nekaj časa je bil na praksi v Tehniškem muzeju Železarne Jesenice. V času, ko je bil  kustos v Tehniškem muzeju Železarne Jesenice, je potekala obnova Kosove graščine. Sodeloval je pri postavitvi stalne zbirke novejše zgodovine do 2. svetovne vojne, in pri nekaterih občasnih razstavah; npr. o zgodovini stavkovnega gibanja na Jesenicah. 
Njegova največja ljubezen je ostala Ajdna nad Potoki. Vsa leta je pomagal pri odkrivanjih in zaščitnih izkopavanjih, ki jih je opravljal Zavod za spomeniško varstvo iz Kranja. Pri tem je največ sodeloval z arheologom in konservatorjem Milanom Sagadinom. Sestavil je seznam arheoloških najdišč Gorenjske, ki je še danes osnovni rokopisni tekst za delo pri proučevanju krajevne zgodovine.
Bil je član Arheološkega društva Slovenije. Dolga leta je bil član uredništva jeseniških zbornikov. Od ustanovitve dalje je bil v upravnem odboru Muzejskega društva Jesenice in eden najbolj delavnih članov.
Objavljal je v različnih strokovnih revijah in časopisih: v Arheološkem vestniku, Varstvu spomenikov, Numizmatičnemu vestniku in nekaterih krajevnih zbornikih (Jeseniški zbornik, Leški zbornik in žirovniški zbornik V zavetju Stola) in v jeseniškem časopisu Železar in njegovi prilogi Listi. Njegova bibliografija obsega 19 zapisov.

## Izbrana bibliografija
- Preteklost v zavetju Stola : zbornik občine Žirovnica, izdan ob 200-letnici rojstva dr. Franceta Prešerna (COBISS)
- Akcija Cankarjevega bataljona gorenjskega odreda na železniški in cestni most v Mostah pri Žirovnici 26. 6. 1942 (COBISS)
- 90 let GD Zabreznica : 1895-1985 (COBISS)
- Pregled zgodovine Lesc do 18. stoletja (COBISS)
- Sveti Lovrenc nad Zabreznico (COBISS)
- Slučajne najdbe z Ajdne (COBISS)
- Nove rimskodobne numizmatične najdbe s področja visoke Gorenjske  (COBISS)